# Kill Memory Crash
Kill Memory Crash ist eine US-amerikanische Band aus Chicago, Illinois. Sie wird den Musikgenres Alternative Rock und Electro zugeordnet.

## Geschichte
Die Band besteht seit 1998 und wurde von Adam Sieczka, Alex SanFaçon und Gabriel Palomo gegründet, nachdem diese Mitte der 1990er häufig auf illegalen Warehouse-Partys in Detroit zu Gast waren.
Im Jahr 2002 nahm das Plattenlabel Ghostly International die Band unter Vertrag und diese veröffentlichte noch im selben Jahr ihr Debütalbum When the Blood Turns Black. Nach diversen Remixes und einem Beitrag auf der Kompilation Idol Tryouts des Plattenlabels selbst, veröffentlichte die Gruppe 2005 ihr zweites Album mit dem Titel Crash V8. Im März desselben Jahres erschien American Automatic, das erste Full-length-Album der Band. Dieses erhielt bei Allmusic eine Wertung von 4,5 von 5 möglichen Sternen.
Nach der Veröffentlichung der beiden Alben steuerte die Gruppe 2006 einen Beitrag zum zweiten Teil der Kompilation bei, der den Titel Idol Tryouts 2 trägt. 2008 wurde das vierte Album Of Fire veröffentlicht.

## Diskografie

### Alben
- When the Blood Turns Black (2002)
- Crash V8 (2005)
- American Automatic (2005)
- Of Fire (2008)

### Remixes
- Never Forget/Technasty RMX (2004)
- The O (2005)

### Kompilationen
- Idol Tryouts: Ghostly International Vol. 1 (2003)
- Idol Tryouts: Ghostly International Vol. 2 (2006)
- Ghostly Swim (2008)